# Montículo de Gokstad

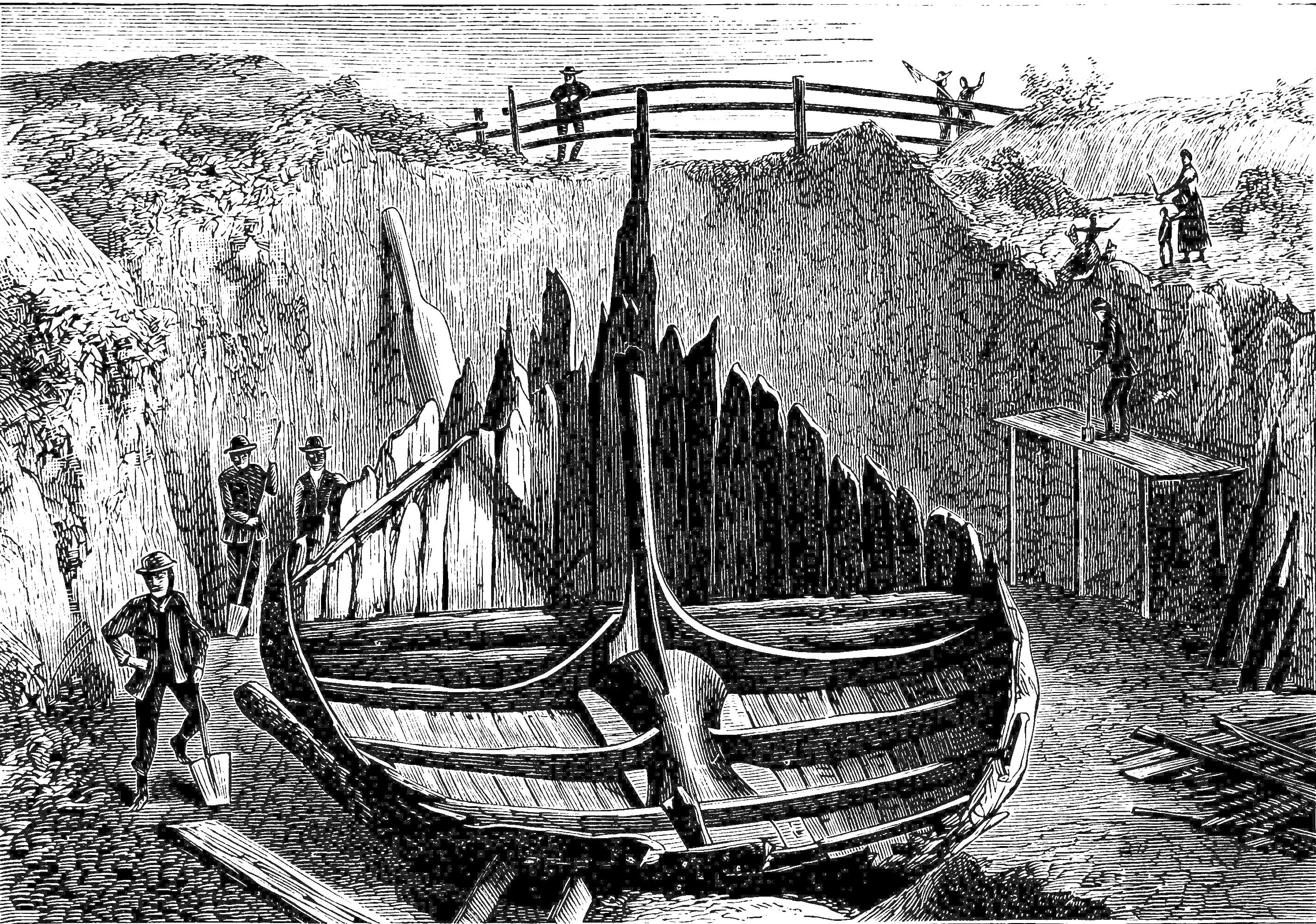
El barco escandinavo encontrado en Gokstad (Science Popular, Volumen 19, p. 82. 1881)

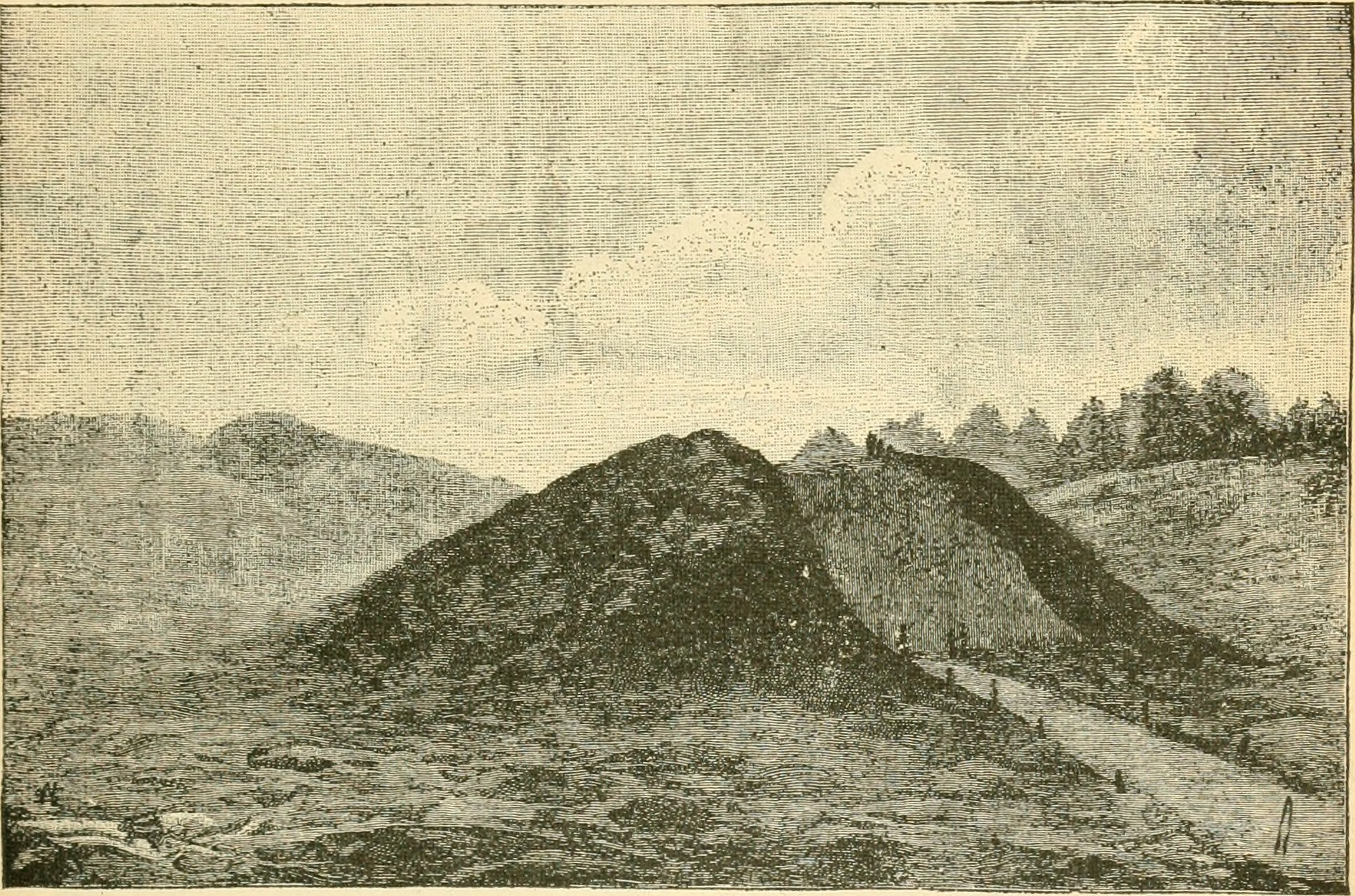
"Montículo del Rey" (informe Anual de la Junta de Regentes del Instituto Smithsoniano. 1891)

El Montículo de Gokstad (noruego: Gokstadhaugen) es un gran monumento funerario en la Granja Gokstad en Sandefjord (anteriormente Municipio de Sandar) en la provincia de Vestfold, Noruega. Es conocido también como el Montículo del Rey (Kongshaugen) aquí fue hallado el barco de Gokstad del siglo IX.

## Historia
El montículo fue excavado por Nicolay Nicolaysen en 1880. El barco de Gokstad fue construido alrededor de 890 y colocado en el montículo diez años más tarde. Está construido principalmente de roble, tiene una longitud de 23.8 metros (78 ft.) y un ancho de 5.2 metros (17 ft.). Tiene 16 pares de remos y se estima que su velocidad superaba los doce nudos. El barco de Gokstad se encuentra actualmente en el Museo de Barcos Vikingos en Oslo.
Se sospechaba que, enterrado junto con el barco, se halló al rey Olaf Geirstad-Alf, medio hermano de Halfdan el Negro. Sin embargo, los descubrimientos recientes han aumentado la incertidumbre, por tanto, se desconoce en realidad quién es la persona hallada en el montículo.
Gokstadhaugen ha sido descrito como uno de los mejores hallazgos arqueológicos en Noruega. El gobierno noruego solicitó a la UNESCO, en enero de 2014, declarar el Montículo de Gokstad Patrimonio de la Humanidad.

## Excavación
Las medidas del montículo, en 1880, fueron 50 metros (164 ft.) de diámetro, con una altura de 5 metros (16.4 ft.). El nivel del mar era significativamente más alto durante la Época vikinga, cuando el océano estuvo casi 4 metros (13 ft.) más alto que hoy. Por lo tanto, se estimó que el barco estuvo enterrado cerca el mar.
Los artefactos encontrados en la fosa incluyen un tablero de juego con contadores de cuerno, anzuelos, arneses (hechos de plomo, hierro y bronce dorado), 64 escudos, utensilios de cocina, seis camas, un trineo, así como tres barcas más pequeñas. También se encontró en la tumba dos pavos reales, dos goshawks (especie de pájaro), ocho perros y doce caballos.
Los arqueólogos descubrieron que la cámara del entierro estuvo cubierta por capas de corteza de abedul y restos de seda entrelazada con hilos de oro enganchados en el techo. Estos son posiblemente los restos de un lujoso tapiz tejido que decoraba las paredes.
El análisis de dendrocronología sugiere que el barco de Gokstad fue construido a partir de troncos talados alrededor del año 890. La cámara funeraria está datada entre 895 y 903.
Se estima que el cuerpo hallado tenía una altura entre 181 y 183 cm  (5'9"– 6'0"), y fue asesinado alrededor de los 40 años durante una batalla.
El barco fue descubierto en 1879, y la excavación la hizo Nicolay Nicolaysen entre April y junio de 1880. El Montículo estuvo cerrado y los restos del guerrero fueron regresados al sitio el 16 de junio de 1928. Los restos se colocaron en un sarcófago, el Rey Haakon VII de Noruega estuvo presente durante el acto oficial de reapertura del montículo el 29 de julio de 1929. El sarcófago se extrajo de la tumba por los arqueólogos en 2007, actualmente se halla en la Universidad de Oslo (UiO).

## Otras fuentes
- Nicolaysen, Nicolay (1882) Langskibet Fra Gokstad Ved Sandefjord (Kristiania: Cammermeyer)

- Datos: Q11972326
- Multimedia: Gokstadhaugen / Q11972326